# Malgomaj
Der Malgomaj (südsamisch: Jetneme) liegt in der Gemeinde Vilhelmina im Västerbottens län in der schwedischen historischen Provinz Lappland westlich von Vilhelmina. Der auf einer Höhe von 343,9 m über dem Meeresspiegel gelegene See ist 103 km² groß und hat eine größte Tiefe von 107 Metern. Durch den See fließt der Ångermanälven, der wasserreichste Fluss Schwedens. Die Entfernung zum Meer beträgt 272 km.
Der rund 40 lange und bis zu 3 km breite See erstreckt sich von seinem oberen Ende im Nordwesten zu seinem Ausfluss im Südosten. Er wird an seinem südlichen Ufer von einer einen Teil der Wildnisstraße (Schweden) (Vildmarksvägen) bildenden Nebenstraße begleitet, die in Vilhelmina vom Europaväg 45 abzweigt und über Malgovik, Strömnäs und Stalon am oberen Ende des Sees zum Kultsjön und weiter zu dem stillgelegten Bergwerk von Stekenjokk in der Nähe der Grenze zu Norwegen führt.

## Kraftwerk
Der See wird für die Gewinnung elektrischer Energie genutzt. Das Kraftwerk befindet sich am Abfluss des Ångermanälven aus dem See.